# Jean-Baptiste Deshays
Jean-Baptiste Deshays (Rouen, 27 novembre 1729 – Parigi, 10 febbraio 1765) è stato un pittore francese.

## Biografia
Jean-Baptiste Henri Deshays de Colleville, detto "il Romano", fu iniziato all'arte da suo padre. Si recò in seguito a Parigi per continuare i suoi studi e, dopo aver avuto come maestro Hyacinthe Collin de Vermont, entrò nell'atelier del suo concittadino Jean-Bernard Restout, del quale divenne uno dei più brillanti allievi. In seguito studiò con François Boucher di cui divenne a suo tempo il genero, avendone sposato la figlia maggiore.
Fattosi conoscere nel 1750 con un quadro che rappresentava "La Femme de Putiphar accusant Joseph" (La moglie di Putifarre accusa Giuseppe), l'anno seguente ottenne il primo premio dell'Accademia di Pittura. Integrò allora i suoi studi presso Boucher iscrivendosi alla "Scuola reale degli allievi protetti" che era diretta in quel periodo da Charles Van Loo, e, sotto la direzione di quest'ultimo, realizzò tre quadri che furono presentati al re. E il re li elogiò assai vivamente.
Dal 1754 al 1757 fu in Italia, presso l'Accademia di Francia a Roma, da cui il soprannome di "romano".  A Roma eseguì tre dei suoi migliori lavori sul tema del "Martirio di Sant'Andrea", destinati alla chiesa di Saint-André-la-Ville di Rouen.
Nel 1758 fu accolto nell'Académie royale de peinture et de sculpture. Il suo quadro di presentazione s'intitolava "Vénus versant sur le corps d’Hector une essence divine pour la garantir de la corruption" (Venere versa sul corpo di Ettore una essenza divina per preservarlo dalla corruzione). Deshays, come asserisce un suo biografo, «sapeva fondere il vigore dell'espressione all'entusismo del genio». 
Deshays morì prematuramente (36 anni) per i postumi di una caduta avvenuta nel suo stesso atelier. Aveva un fratello minore, François Bruno Deshays de Colleville, ritrattista.
La maggior parte delle sue opere appartiene oggi alle collezioni del Museo di Rouen e del Louvre.

## Giudizi dei contemporanei
Melchior Grimm ha scritto nella sua Corrispondenza letteraria, a proposito di questo pittore scomparso in giovane età, che «era il solo che avrebbe potuto consolarci della perdita di Charles Van Loo».
Lo scrittore e enciclopedista Denis Diderot riferiva delle mostre organizzate dall'Accademia di pittura dove Deshays esponeva nel 1761, 1763 e 1765. Nel 1761 egli annotò a proposito di Deshays: 
Alla sua morte, Diderot ne fece le lodi con queste parole: 

## Opere
- La Femme de Putiphar accusant Joseph
- Le Martyre de saint André
- Saint André conduit par ses bourreaux pour être flagellé
- Saint André mis au tombeau
- Jeanne de France
- La Charité romaine
- Visitation de la Sainte-Vierge
- Le mariage de la Sainte-Vierge
- Saint Benoît mourant
- Saint Pierre guérissant un boiteux
- Une prédication de saint Jean
- Le Martyre de saint Jean
- Jupiter et Antiope, 1765 (perduto).
- La Conversion de saint Paul, 1765.
- Saint Jérôme écrivant sur la mort, 1765.
- Artemise au tombeau de Mausole, 1765.
- Achille luttant

## Galleria d'immagini

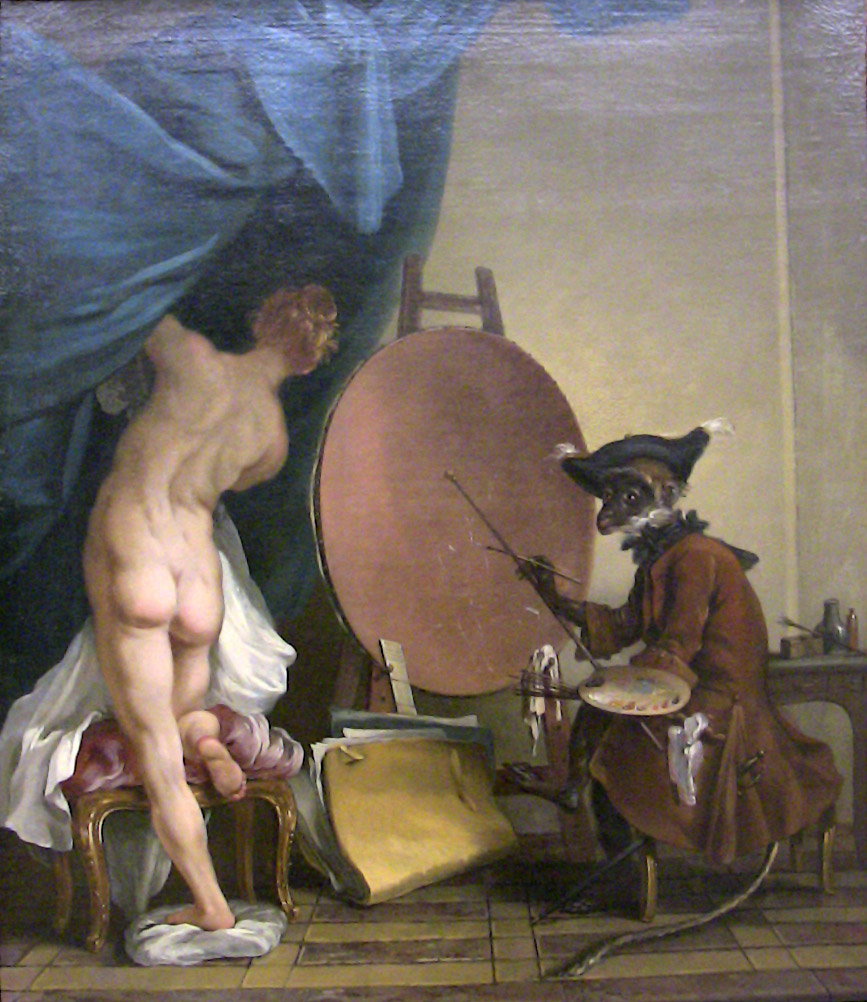
La scimmia pittrice
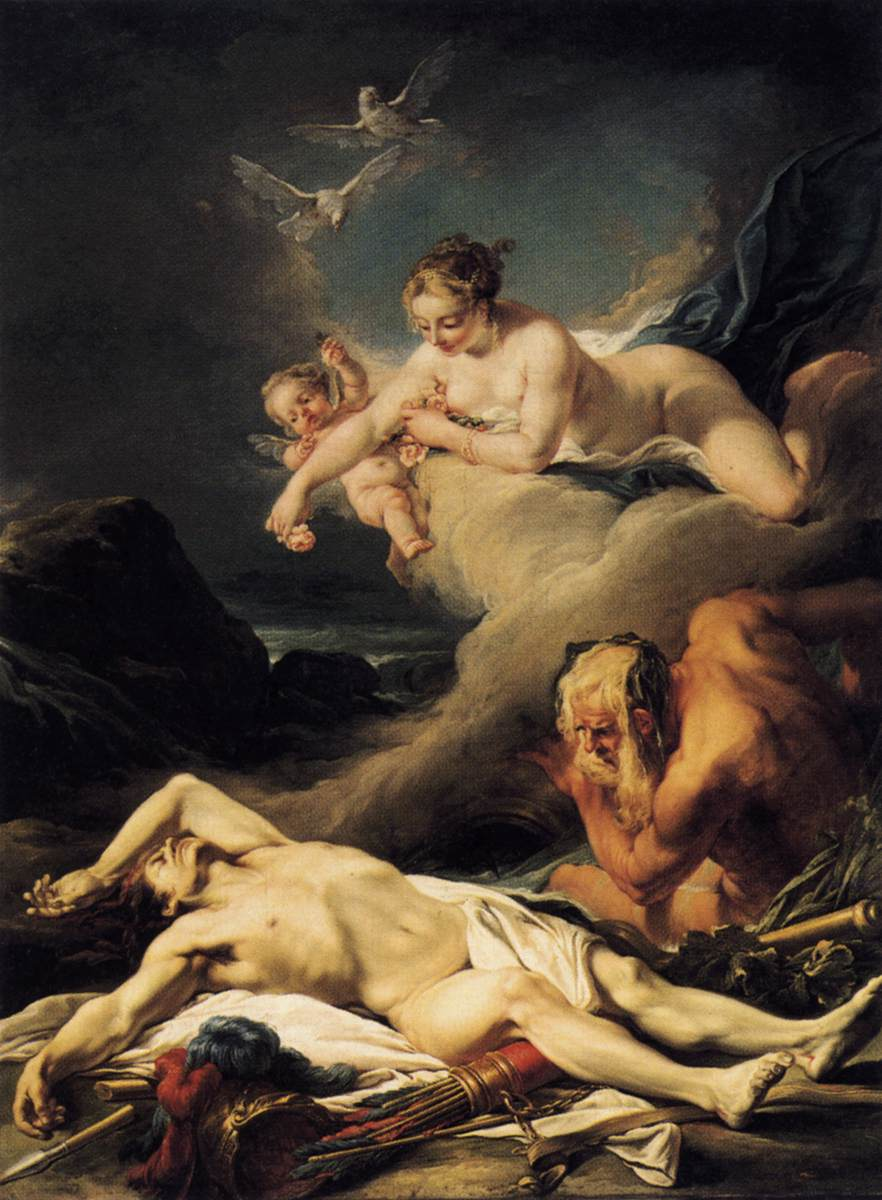
Venere e il corpo di Ettore
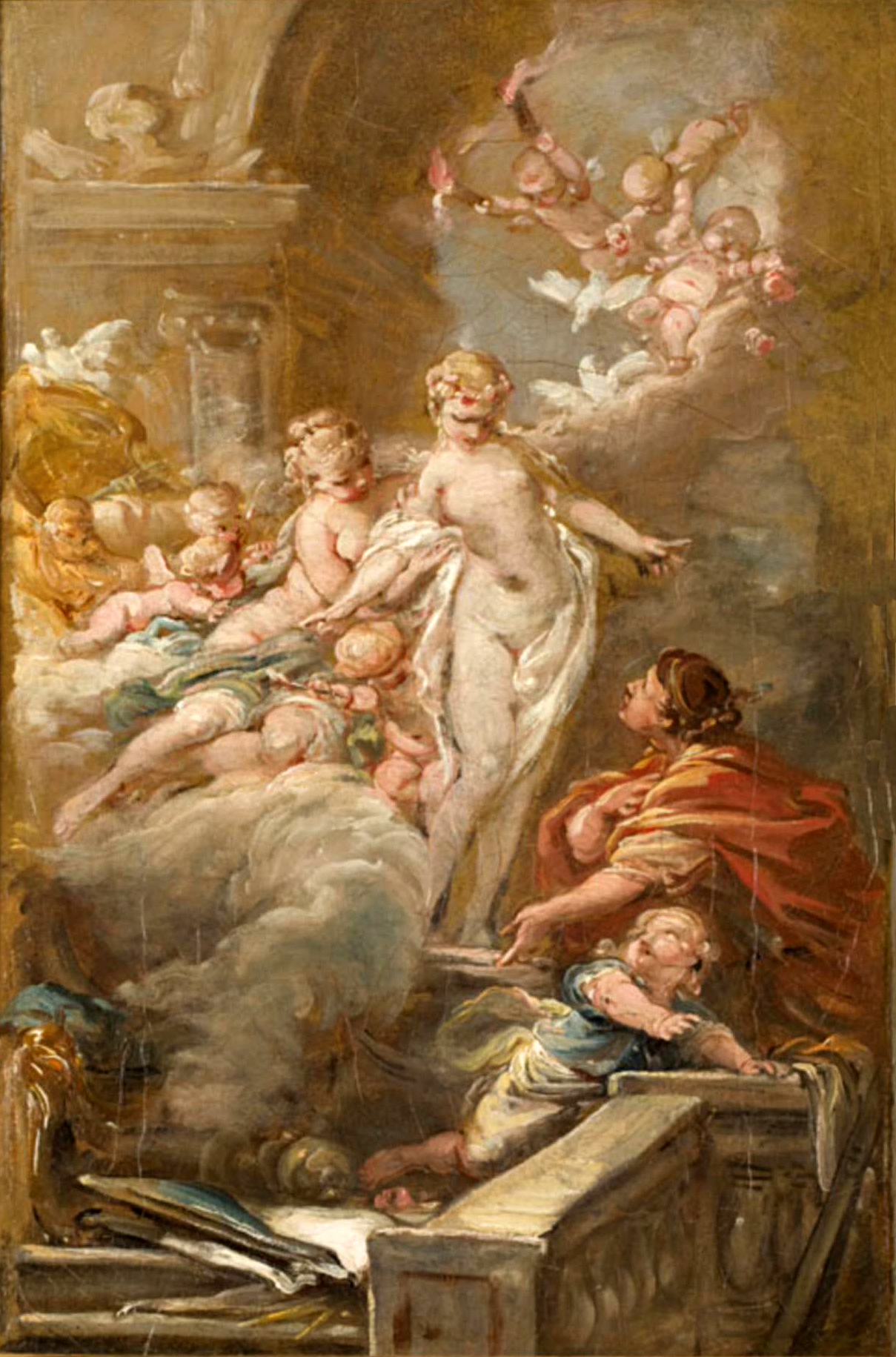
Pigmalione e Galatea
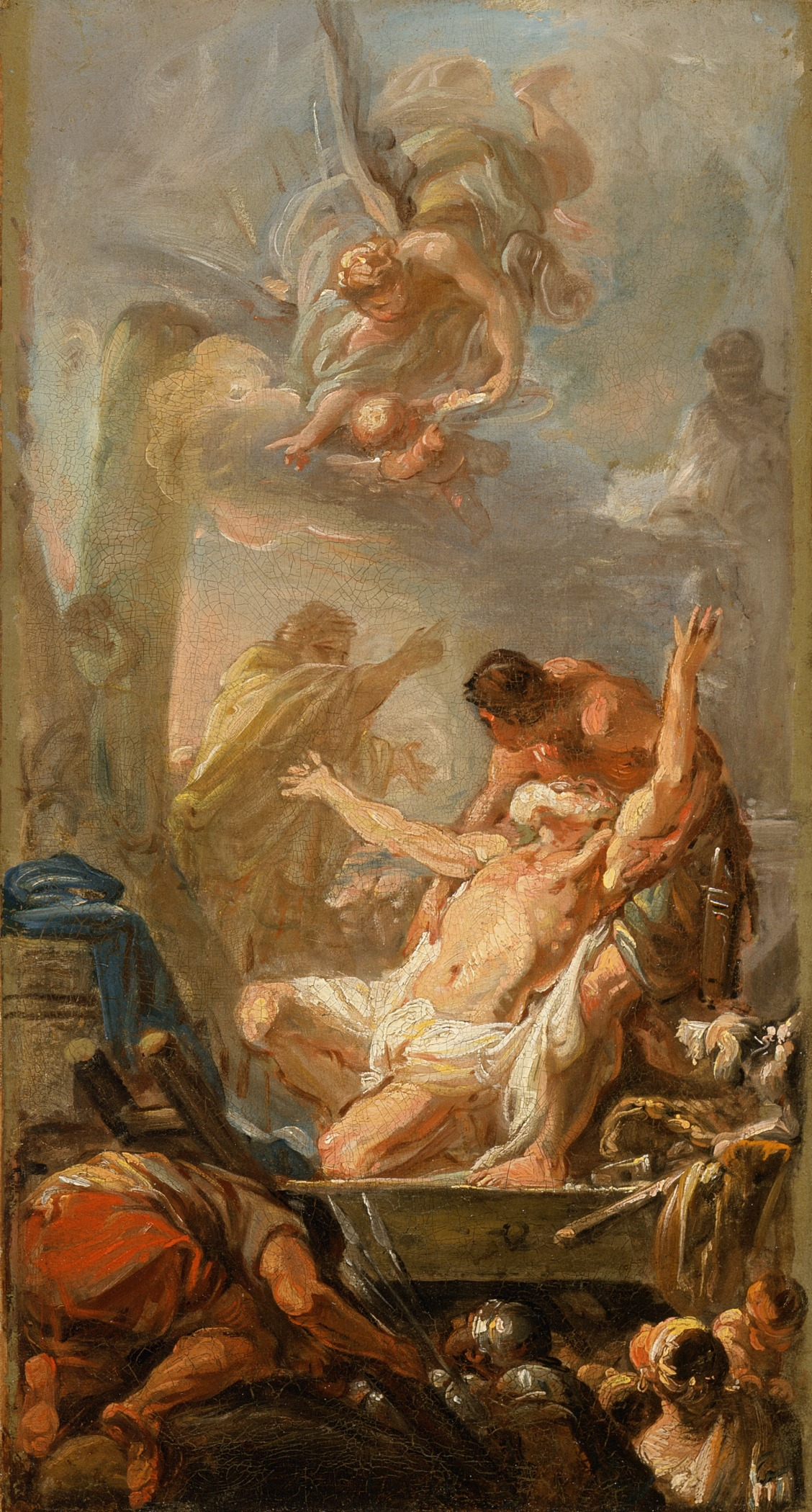
Martirio di Sant'Andrea

Vertumno e Pomona